# -schote
-Schote of -schoot als toponiem is mogelijk afgeleid van het Germaans: skauta-, wat een 'beboste hoek hoger land uitspringend in moerassig terrein' betekende.

## Voorbeelden van plaatsnamen afgeleid met / vanskauta
- Beerschoten
- Bunschoten
- Henschoten (landgoed bij Leusden, <Hengestcoten (777), Hengistcoto (1131))
- Hondschote (Frans-Vlaanderen)
- Noordschote (West-Vlaanderen)
- Oudeschoot en Nieuweschoot
- Schoten bij Antwerpen.
- Voorschoten
- Winschoten
- Woudschoten (landgoed bij Zeist)
- Zuidschote

## Voorbeelden die mogelijk maar niet zeker metskautazijn afgeleid
- Bikschote
- Zuidkote (Frans: Zuydcoote) in Frans-Vlaanderen

## Niet vanskautaafgeleid
- De voormalige gemeente Schoten in Nederland (mogelijke betekenis 'afgeschot stuk land', afgeleid van houten schaaldelen waarmee landerijen vroeger werden afgescheiden: een dergelijk schaaldeel werd schot of schoot genoemd.)
- Het voormalige dorp Enschot in de gemeente Tilburg. Als mogelijke betekenis voor ‘Enschit’ of ‘Enscyt’ is dat een samenstelling is van 'einde + scheiding': een grensgebied. Maar ook 'andja (einde) + skida (houtblok)': een grenspaal, behoort tot de verklaringen.[2]

## Familienamen
- Elschot
- Huppelschoten
- Van de(r) Schoot
- Uppelschoten
- Verdonschot
- Walschot
- Brosschot